# Fumerie d'opium
Pour plus de détails, voir Fiche technique et Distribution.
Fumerie d'opium (Fumeria d'oppio) est un film policier italien coécrit et réalisé par Raffaello Matarazzo sorti en 1947.

## Synopsis
De Rossi, le chef d'une organisation criminelle, transforme sa villa en fumerie d'opium. Ses hommes tuent une femme pour la dépouiller et De Rossi, pour les protéger, fait accuser un jeune toxicomane, Corado, de son meurtre. Refusant de croire à sa culpabilité, sa sœur, Lina, est prête à tout pour prouver son innocence. Elle reçoit l'aide d'un homme mystérieux, un escroc au grand cœur appelé Za-la-mort. Leur enquête les mène à la fumerie d'opium...

## Fiche technique
- Titre original : Fumeria d'oppio
- Titre français : Fumerie d'opium
- Réalisation : Raffaello Matarazzo
- Scénario : Mario Monicelli, Tullio Pinelli, Ettore Maria Margadonna et Raffaello Matarazzo
- Montage : Vanda Tuzzi
- Musique : Ezio Carabella
- Photographie : Alberto Fusi
- Société de production : Metropa Film
- Société de distribution : Indipendenti Regionali
- Pays d'origine : Italie
- Format : Noir et blanc
- Genre : Film policier
- Durée : 91 minutes
- Dates de sortie : 
  - Italie : 5 septembre 1947

## Distribution
- Emilio Ghione Jr. : Za-la-Mort
- Mariella Lotti : Lina Vidonis
- Emilio Cigoli : De Rossi, le "Maestro"
- Paolo Stoppa :  l'ami de Za-la-Mort
- Armando Francioli : Corrado Vidonis
- Umberto Spadaro : "Ragno", un complice de "Maestro"
- Arnoldo Foà :  un autre complice de "Maestro"
- Fedele Gentile : Piero
- Enrico Glori : le commissaire
- Checco Durante : Antonio
- Augusto Di Giovanni : Giacomo, l'assassin
- Adriana De Roberto : Irene
- Marichetta Stoppa : Lidia

## Article annexe
- Psychotrope au cinéma et à la télévision